# 秘密屏蔽
秘密屏蔽（英語：shadow banning），或称影子禁令、限流（即限制流量）、幽灵封号（Ghost ban），是一种审查网络社区使用者的方法。比如发在博客或社交媒体的评论对发送者之外的其他用户不可见，但是用户不会看出自己已被屏蔽；或是可以公开展示，但被故意压低浏览量，使之无法成为热门帖文。此方法比较删帖或封禁而言更加隐蔽。

## 著名示例
研究人员在2014到2015年观测结果显示，在土耳其超过4百万推文被Twitter秘密屏蔽。2015年，Twitter被发现在美国秘密屏蔽含有泄露文件的推文。
微信在2016年被发现秘密屏蔽含有特定关键字的消息。
2019年Instagram的CEO亞當·莫塞里（Adam Mosseri）曾公開表示“Shadowbanning is not a thing"，意思是說影子禁令不是一回事。但這個說法普遍不被業界所接受。Instagram這個社交媒體平台雖然沒有採用“shadowbanning”、“影子禁令”為正式的名詞，但是當平台上用戶的貼文不符合Instagram演算法的推薦守則時，該貼文會被秘密屏蔽，瀏覽量被降低，使大多數人都無法看到它。這種情況下，發文者一般不自知，除非深入檢查才能得知其他用戶並看不到此貼文。